# حسن آقا (دزفول)
حسن‌آقا (حاج‌سالار)، روستایی از توابع بخش شهیون شهرستان دزفول در استان خوزستان ایران است.

## جمعیت
این روستا در دهستان شهی قرار دارد و براساس سرشماری مرکز آمار ایران در سال ۱۳۸۵، جمعیت آن ۱۲۸ نفر (۲۳خانوار) بوده‌است.